# Knooppunt Odense
Knooppunt Odense (Deens: Motorvejskryds Odense) is een knooppunt in Denemarken tussen de Fynske Motorvej richting Kopenhagen en Kolding en de Svendborgmotorvejen richting Svendborg en Odense. Het knooppunt is genoemd naar de stad Odense, die in de buurt van het knooppunt ligt.
Het knooppunt is uitgevoerd als een klaverblad.
| Aansluitende wegen | Aansluitende wegen  | Aansluitende wegen   | Aansluitende wegen | Aansluitende wegen |
| ------------------ | ------------------- | -------------------- | ------------------ | ------------------ |
|                    |                     | 9 richting Odense    |                    |                    |
|                    |                     |                      |                    |                    |
| richting Kolding   | richting Kopenhagen |                      |                    |                    |
|                    |                     |                      |                    |                    |
|                    |                     | 9 richting Svendborg |                    |                    |

Aalborg Centrum · Aalborg Nord · Aalborg Syd · Århus Nord · Århus Syd · Århus Vest · Avedøre · Ballerup · Brøndby · Fredericia · Gladsaxe · Herning · Herning Syd · Ishøj · Kliplev · Køge Vest · Kolding · Kolding Vest · Kongens Lyngby · Nørresundby Centrum · Odense · Rødovre · Skærup · Taastrup · Vallensbæk · Vendsyssel